# Third World
Third World, reggaeband bildat 1973 i Kingston, Jamaica. Medlemmarna kom från "Uptown Kingston", dvs från välbeställda stadsdelar av Kingston och inte som flertalet reggaeartister från slummen i innerstaden, och var välutbildade även musikaliskt. Gruppen har gjort sig känd för att blanda in jazz, funk och soul i sin sofistiska reggae. Under 1970-talet gjorde gruppen en serie på tre album som hänger samman som en berättelse och som klassas som några av de viktigaste reggaealbumen genom tiderna. Det första (gruppens andra) – 96° in the Shade (1977) – är ett roots reggaealbum som är mycket sofistikerat musikaliskt, och kom till efter månader av testande av olika idéer, inspelningar, mixningar och remixningar. Resultatet blev en uppsättning låtar som hör till de vackraste i reggaehistorien.  Senare i karriären (1980-talet och framåt) lade Third World även lägga till popinfluenser, medan Jamaica i övrigt utvecklade subgenren ragga.
De två följande albumen i denna musikaliska trilogin var Journey to Addis (1978) (med hitlåten "Now That We Found Love") och "The Story's Been Told" (1979). De tre albumen har liknande omslag gjorda av konstnären Tony Wright.

## Gruppens tidiga historia
Medlemmar i originaluppsättningen av Third World var Milton Hamilton (sång), Steven Coore (gitarr), Michael Cooper (keyboards), Richard Daley (bas), Carl Barover (trummor, ersattes snabbt av Cornell Marshall), och Irvin Jarrett (övrigt slagverk). Det var Coore och Cooper som var initiativtagare till gruppen efter att de lämnat Inner Circle – ett annat "uptown band", där de hade varit medlemmar sedan slutet av 1960-talet.
Third World hade spelat live på Jamaica (något som då var ganska ovanligt) under en tid då de 1974 fick skivkontrakt med Island Records. De kommande åren var besvärliga för bandmedlemmarna. Att de som barn till välbeställda föräldrar vände sig till den då av samhället föraktade rastafaritron medförde större konflikter med familjer, släkt och vänner än de ungdomar från slummen som konverterade till rastafari normalt fick. Dessutom fnyste många fattiga på Jamaica åt detta, i deras ögon, "överklassband". Deras första LP – Third World (1976) – passerade ganska obemärkt.  Efter att första albumet släppts blev William Clarke ny sångare i gruppen. Trummisen byttes också igen till Willie Stewart. Gruppens andra album, det klassiska 96° in the Shade (1977) fick stort beröm av dåtidens kritiker, men det var inte förrän med deras tredje album Journey to Addis (1978) gruppen slog igenom stort. The Story's Been Told (1979) var det sista albumet där reggaen dominerade.

## Gruppens senare historia
År 1981 flyttade Third World till Columbia Records. Från och med bolagsflytten utvecklade gruppen ett mer kommersiellt gångbart popsound. Deras första album där – Rock the World (1981) – gav Third World en hit med låten "Dancing on the Floor (Hooked on Love)". Stevie Wonder, som i den här vevan hade en hit med den reggae-betonade låten "Master Blaster" samskrev gruppens två nästa singlar, vilka nådde adekvat framgång.
Efter att inte ha haft någon större hit lämnade Columbia gruppen som 1989 gick över till Mercury Records. Det året hade de en hit på nya bolaget med låten "Forbidden Love". Efter det lämnade Irvin Jarrett gruppen.
1997 lämnade de långlivade medlemmarna Michael Cooper och Willie Stewart gruppen. De ersattes, och gruppen har fortsatt ge ut album och ge livekonserter.

## Diskografi, album
Island Records
- Third World (1976)
- 96° in the Shade (1977)
- Journey to Addis (1978)
- The Story's Been Told (1979)
- Rise in Harmony (1980)

Columbia Records
- Rock the World (1981)
- All the Way Strong (1983)
- You've Got the Power (1982)
- Sense of Purpose (1985)
- Hold on to Love (1987)

Mercury Records
- Serious Business (1989)
- It's the Same Old Song (1991)
- Committed (1992)

Blandade skivmärken
- Generation Coming (1999)
- Arise In Harmony (1999)
- Live (2001)
- Ain't Givin' Up (2003)
- Black Gold and Green (2005)